# Mitan
Mitan ist eine der indonesischen Barat-Daya-Inseln (Südwestinseln) in der Bandasee. 

## Geographie

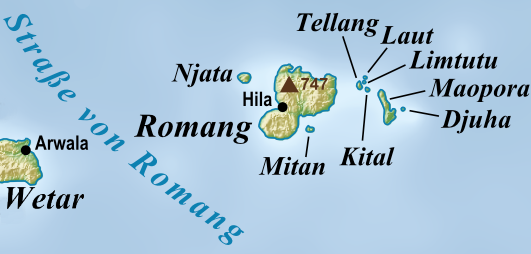
Mitan liegt vor der Südküste Romangs

Die kleine Insel Mitan liegt vor der Südküste des größeren Romang. Beide gehören zum inneren Bandabogen.